# Neostenus saundersii
Neostenus saundersii là một loài bọ cánh cứng trong họ Cerambycidae.